# Myrmarachne striatipes
Myrmarachne striatipes is een springende spin die op een mier lijkt. Zijn lengte is ongeveer acht millimeter. De naam stamt af van de Latijnse naam striatipes, wat "gestreepte voet" betekent. De spin is te vinden in Queensland en New South Wales.